# Méthandrosténolone
Le méthandrosténolone (Danabol, Dianabol, DBOL) est un stéroïde anabolisant, développé par John Ziegler et commercialisé par le laboratoire pharmaceutique Ciba, en 1958. Il était employé par les pratiquants de culturisme jusqu'à son interdiction dans de nombreux pays et par de nombreux organismes. Il n'y a plus aucune production légale aux États-Unis et en Europe de l'Ouest mais le produit continue d'être fabriqué et commercialisé au Mexique sous le nom de Reforvit-b, en Russie et en Thaïlande. Il se retrouve ainsi sur le marché noir des autres pays.
Plusieurs athlètes de haut niveau et culturistes professionnels ont reconnu avoir utilisé pendant de longues périodes le méthandrosténolone avant son interdiction. C'est notamment le cas d'Arnold Schwarzenegger et de Sergio Oliva,. Malgré son interdiction, de nombreux athlètes continuent d'utiliser en toute illégalité cette molécule pour développer leur masse musculaire.
Le méthandrosténolone ne réagit pas fortement avec le récepteur des androgènes, son rôle étant plus direct. Il agit notamment en augmentant de façon spectaculaire la synthèse des protéines, la fixation de calcium, la glycogénolyse et la force musculaire sur un court espace de temps. Toutefois, en raison de son mode d'action, il diminue la respiration cellulaire et la production de globules rouges. À fortes doses (30 mg ou plus par jour), des effets secondaires comme une rétention d'eau gynécomastie, de l'hypertension artérielle, de l'acné et une calvitie masculine peuvent commencer à se produire. Le médicament provoque de graves effets masculinisant chez les femmes, même à faibles doses. En outre, il est métabolisé en estradiol par l'aromatase. Cela signifie que, sans l'administration d'inhibiteurs de l'aromatase tels que l'anastrozole ou l'aminoglutéthimide, les effets œstrogèniques apparaissent au fil du temps chez les hommes. Les utilisateurs peuvent lutter contre les effets secondaires œstrogéniques avec le Nolvadex ou le Proviron. En outre, comme pour les autres stéroïdes 17 α-alkylés, l'utilisation de méthandrosténolone sur de longues périodes de temps peut entraîner des dommages irréversibles au foie sans surveillance appropriée.
Au début des années 1960, aux États-Unis, les médecins prescrivaient couramment un comprimé de méthandrosténolone par jour aux femmes comme tonifiant. Cette utilisation a été rapidement abandonnée après la découverte des effets fortement masculinisants du stéroïde. Toutefois, malgré l'absence de toute application thérapeutique connue, le produit est resté légal jusqu'au début des années 1990. L'interdiction du méthandrosténolone par la FDA n'a pas complètement réussi à éliminer son utilisation par les culturistes et il continue d'être utilisé illégalement ce jour, le plus souvent associé à des médicaments qui réagissent fortement avec le récepteur des androgènes, tels que l'oxandrolone, afin d'accroître l'efficacité globale de l'utilisation de stéroïdes.
La présence d'un radical méthyle en 17-α permet au méthandrosténolone de passer par le foie sans être dégradé (mais en provoquant des lésions du foie) et d'être absorbé par voie orale. Il a également une faible affinité pour la sex hormone-binding globulin, une protéine qui en fixant les stéroïdes les empêche d'agir sur les récepteurs hormonaux. Par suite, le méthandrosténolone est nettement plus actif qu'une quantité équivalente de testostérone, entraînant une rapide croissance des tissus musculaires. Toutefois, l'élévation concomitante des taux d'œstrogènes - une conséquence de l'aromatisation du méthandrosténolone -  entraîne de manière significative une rétention d'eau. Cela donne l'apparence d'un grand gain de masse musculaire, qui s'avère très temporaire et disparaitra une fois que la prise de stéroïde sera interrompue et que l'eau sera éliminée. Aussi, il est souvent utilisé par les culturistes seulement au début d'un "cycle de stéroïdes", afin de faciliter l'augmentation rapide de la force et le développement musculaire apparent, tandis que les composés tels que la nandrolone ou la testostérone à longue durée d'action vont augmenter dans l'organisme de manière soutenue les fonctions anabolisantes.